# ガーフィールド・ショー
『ガーフィールド・ショー』（原題：The Garfield Show）は、2008年にフランスで製作されたCGアニメ。アメリカ合衆国では2009年に放送され、日本では2010年9月5日からカートゥーン ネットワークで放送されている。

## 声の出演
- ガーフィールド - フランク・ウェルカー（日本語吹替 - 高木渉）
- ジョン - ウォーリー・ウィンガート（関俊彦）
- オーディ - グレッグ・バーガー
- ナーマル - ジェイソン・マースデン（新田英人）
- ハリー - グレッグ・バーガー（河本邦弘）
- アーリーン - オードリー・ヴァシレフスキー（寺谷美香）
- スクウィーク - グレッグ・バーガー（多田野曜平）
- リズ - ジュリー・ペイネ（藤葉愛香→高橋由美子→大井麻利衣（ガーフィールド・ショー4））